# Sandim
Sandim is een plaats (freguesia) in de Portugese gemeente Vila Nova de Gaia en telt 6326 inwoners (2001).